# Aksel Hennie
Aksel Hennie, född den 29 oktober 1975 i Oslo, är en norsk skådespelare, regissör och manusförfattare.

## Filmografi

### Filmer
- 1998 – Blodiga änglar – Arnt-Olaf
- 1998 – Det magiska svärdet - kampen om Camelot – Garrett som ung (röst)
- 2003 – Vargsommar – Pål
- 2003 – Jonny Vang – Jonny Vang
- 2003 – Buddy – Geir
- 2004 – Den som fruktar vargen – Stefan
- 2004 – Hawaii, Oslo – Trygve
- 2007 – Andra halvlek
- 2008 – Max Manus – Max Manus
- 2010 – En ganska snäll man – Samí
- 2011 – Huvudjägarna – Roger Brown
- 2013 – Pionjär
- 2014 – Hercules: The Thracian Wars
- 2015 – The Martian
- 2024 – Spermageddon (röst)

### TV-serier
- 2008 – Kommissarien och havet - I denna ljuva sommartid (TV-serie) – Stefan Falk
- 2016 – Nobel (TV-serie) - Erling Riiser
- 2020 – White wall (TV-serie)

### Webbkällor
- Aksel Hennie på Internet Movie Database (engelska)
- Aksel Hennie på Svensk Filmdatabas